# Sussaba aciculata
Sussaba aciculata är en stekelart som först beskrevs av Johannes Friedrich Ruthe 1859.  Sussaba aciculata ingår i släktet Sussaba och familjen brokparasitsteklar. Arten är reproducerande i Sverige. Inga underarter finns listade i Catalogue of Life.